# Wackernheim
Wackernheim är en Ortsbezirk i staden Ingelheim am Rhein i Landkreis Mainz-Bingen i förbundslandet Rheinland-Pfalz i Tyskland. Wackernheim var en kommun fram till 1 juli 2019 när den uppgick i Ingelheim am Rhein. Kommunen Wackernheim hade 2 517 invånare 2019.